# Fátyol Rudolf
Fátyol Rudolf (Nagykároly, 1957. május 2. – 2019. július 22.) erdélyi magyar hegedűművész, egyetemi tanár, a szatmárnémeti Dinu Lipatti Filharmónia igazgatója, Fátyol Luiza opera-énekesnő édesapja.
2011 óta Nagykároly díszpolgára, ugyanebben az évben a a Román Kulturális Érdemrend lovagkeresztjének tulajdonosa lett.
A hazai közönség valamennyi közül a legdrágább, a legértékesebb számomra. A nagyvilág bármelyik pontján játszom, de akkor vagyok a legboldogabb, ha a szatmárnémeti, a marosvásárhelyi, nagyváradi vagy a kolozsvári közönségnek hegedülhetek. Bármikor lépek fel, az erdélyi közönség mindig szeretettel fogad és visszavár.

## Élete és pályafutása

### Családja
Fátyol Rudolf híres és közismert színészdinasztiából származik, családjának anyai és apai ágán is közkedvelt művészeti ág volt a zene, Fátyol Rudolf valószínűleg a nagykárolyi gordonkaművész, Fátyol Károly (1830/1834–1888) családjába tartozik. Anyai ágon is művészcsaláddal rendelkezik, édesanyja révén nagybátyja volt a világhírű hegedűművész Ruha István (1931–2004) is.

### Pályafutása
Egyetemi oklevelét a Kolozsváron található Gheorghe Dima Zeneakadémián szerezte meg 1984-ben, mestere Ruha István volt.
1985-ben a szatmárnémeti székhelyű Dinu Lipatti Filharmónia szólistája lett belőle. 1990-ben az intézmény igazgatójává, valamint 2000. január 1-jén főigazgatójává is megválasztották.
Fátyol Rudolf Európa számos országában koncertezett már, mesterkurzusokat tartott több külföldi egyetemen, a kolozsvári Gheorghe Dima Zeneakadémián, élete végén a Debreceni Egyetemen működött oktatóként.
2000-ben megkapta a Szent-Györgyi Albert-díjat. 2003-ban megszerezte a művészetek doktora címet, valamint ugyanebben az évben Szatmárnémeti díszpolgári oklevelét is átvehette. 2006-ban az „év művésze” elismeréssel jutalmazta a Romániai Zenekritikusok Szövetsége, 2007-ben kitüntették a Bartók Béla-emlékdíjjal is. Munkásságáért 2009-ben hetedikként megkapta az Identitas Alapítvány díját is.
2009-ben a Román Kulturális Intézet, valamint a Román Akadémia beválasztotta Románia 150 legismertebb személyisége közé, ezzel bekerült a Cartea elitelor címet viselő kötetbe, melyben olyan személyek találhatók, akik Európa-szerte öregbítik Románia hírnevét és pályájuk során elismerésre tettek szert.
2015-ben jogerős ítélet született arról, hogy együttműködött az egykori román titkosszolgálattal, a Securitateval

## Díjai, kitüntetései
Fátyol Rudolf a következő díjakban és elismerésekben részesült eddigi munkássága során:
- 2000: Szent-Györgyi Albert-díj[1]
- 2003: a művészetek doktora[1]
- 2003: Szatmárnémeti díszpolgára[1]
- 2006: az év művésze (Romániai Zenekritikusok Szövetsége)[1]
- 2007: Bartók Béla-emlékdíj[1]
- 2009: az Identitas Alapítvány díja[4]
- 2011: a Román Kulturális Érdemrend lovagkeresztje[7]
- 2011: Nagykároly díszpolgára[6]